# Sulfide

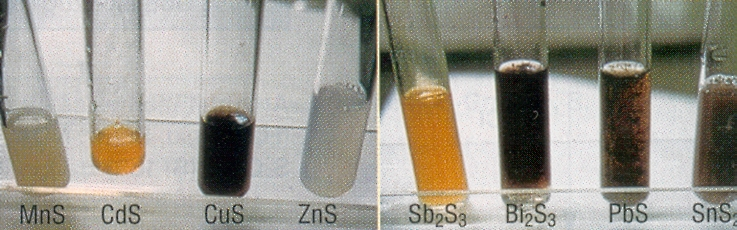
Reeks sulfideneerslagen

Sulfide heeft in de scheikunde twee betekenissen.
- Een sulfide is een ion van zwavel in oxidatietoestand 2−, dus S2−.

Er is een grote groep van mineralen, zoals stibniet, ook bekend als antimoniet en galeniet waarin zwavel een binding vormt met metallische en metaalachtige elementen. De meeste sulfiden zijn ondoorzichtig, duidelijk gekleurd en gestreept.
- Verbindingen waarin zwavel alleen gebonden is aan twee koolstof-atomen worden in de organische chemie ook sulfiden genoemd, bijvoorbeeld dimethylsulfide: {\displaystyle {\ce {CH3SCH3}}}

Sulfiden kunnen tot sulfoxiden worden geoxideerd. Het spreekt voor zich dat sulfiden in de zwavelchemie aan bod komen.